# 鄭公奇
鄭公奇（1481年—1538年），字士望，號畏所，福建兴化府莆田縣人，明朝政治人物。

## 生平
正德五年（1510年）庚午科福建乡试舉人，九年（1514年）甲戌科三甲一百十七名進士。授江西新建县知县，宁王朱宸濠叛乱時被关押。宸濠之乱平定後，贬任浙江西安县丞，三载升任沛县知县，数月再升凤阳府同知，丁父母喪歸。服阕，起补庐州府同知，数月升广西太平府知府，嘉靖十七年（1538年）十一月卒于官，年五十八。

## 家族
唐刺史鄭肇之後。祖父鄭重光，號顺庵，举人，胙城、平阳、餘干三县教谕。父鄭典，號脩斋，镇江司訓。母林氏，贈恭人。